# Konoe Iehiro
Konoe Iehiro (近衛 家煕, 24 juillet 1667-5 novembre 1736), aussi « Konoye Iehiro », est un noble de cour (kugyō), peintre, calligraphe et régent japonais de l'époque d'Edo (1603-1868).

## Biographie
Konoe Iehiro, fils de Konoe Motohiro, est le vingt-et-unième chef de famille des Konoe. Il est aussi connu comme calligraphe, particulièrement de kanas. Il compose sur ce sujet un ouvrage en quatre volumes intitulé Ryūdai sōsho. De 1693 jusqu'en 1704, il est udaijin (ministre de Droite) puis, en 1707, sadaijin (ministre de Gauche). Il exerce la fonction de régent kanpaku pour l'empereur Higashiyama de 1707 à 1709 puis régent sesshō pour l'empereur Nakamikado jusqu'au 28 août 1712 et enfin Premier ministre (daijō-daijin) en 1710 et 1711. En 1711, il envisage de démissionner de sa fonction de régent, mais le bénéfice de 1 000 koku — que sa sœur Hiroko a bien manœuvré pour obtenir — que lui assure le shogunat jusqu'à l'année suivante l'en dissuade. À Kyoto, il s'occupe de ses propres écoles de calligraphie et d'ikebana. Il attache beaucoup d'importance aux traditions dépassées. Sa collection constitue le cœur des trésors des archives familiales (Yōmei bunko).
Sa femme Noriko nai-shinnō (憲子内親王) est une fille de l'empereur Reigen avec laquelle il a quatre enfants :
- Konoe Iehisa ;
- une consort de Tokugawa Tsugutomo, sixième daimyo du domaine d'Owari ;
- Takatsukasa Fusahiro ;
- Takatsukasa Hisasuke.

Après s'être retiré dans un monastère en 1725, il prend le nom de « Yoraku-in ». Il a comme son père la réputation d'être un maître en calligraphie. Son journal, Kaiki, couvre la période de 1686 à 1713. Fusahirao (1710-1730), son deuxième fils, est adopté par Takatsukasa Kanehiro.
Sa fille Tsunegimi (née en 1702) est issue d'une liaison qu'il a avec sa femme de charge Majijiri. Elle est mariée en 1716 comme nyogo avec l'empereur Nakamikado et meurt en couches à dix-neuf ans en janvier 1720. Pour son mariage, elle reçoit une prébende de 2 000 koku annuels.

## Source de la traduction
- (de) Cet article est partiellement ou en totalité issu de l’article de Wikipédia en allemand intitulé « Konoe Iehiro » (voir la liste des auteurs).